# CSS хак
CSS хак е метод за кодиране, използван, за да скрие или покаже CSS маркиране в зависимост от браузъра или версията. Браузърите имат различни интерпретации на CSS и различни нива на поддръжка в W3C стандартите. CSS хаковете понякога се използват за постигане на еднакво оформление на външния вид в различни браузъри, които интерпретират езика по различен начин. Повечето от тези хакове не работят в съвременните версии на браузърите и се прилагат други методи, като например feature support detection.
|  | Тази страница частично или изцяло представлява превод на страницата CSS hack в Уикипедия на английски. Оригиналният текст, както и този превод, са защитени от Лиценза „Криейтив Комънс – Признание – Споделяне на споделеното“, а за съдържание, създадено преди юни 2009 година – от Лиценза за свободна документация на ГНУ. Прегледайте историята на редакциите на оригиналната страница, както и на преводната страница, за да видите списъка на съавторите. ВАЖНО: Този шаблон се отнася единствено до авторските права върху съдържанието на статията. Добавянето му не отменя изискването да се посочват конкретни източници на твърденията, които да бъдат благонадеждни. |